# Кызмейдан
Кызмейдан (до 1999 г. — Астраханка; азерб. Qızmeydan) — село в Шемахинском районе Азербайджана, расположенное на берегу реки Гозлучай в 30 км к северо-востоку от города Шемахы.

## История
Село было образовано в 1849 году, молоканами, выходцами из села Астраханка Ленкоранского уезда. Большинство жителей являлись уроженцами Таврической губернии (66 дымов), 1 дым относился к выходцам из Саратовской губернии а 3 дыма составляли выходцы из других губерний.
По данным Кавказского календаря 1856 года, в селе Астраханка она же Кизъ-Майданъ (Девичья площадь) Шемахинского уезда Бакинской губернии проживали русские молокане.
По данным начала XX века село Астраханка Бакинской губернии Шемахинского уезда имело 2580 жителей, по национальности русских.

## Население
Согласно материалам Азербайджанской сельскохозяйственной переписи 1921 года Астраханка образовывала Астраханское сельское общество в составе Шемахинского уезда. Численность населения — 2537 человек (456 хозяйств). Преобладающая национальность — русские.
В 1970-х годах XX века в селе проживали 1283 человек. Основными занятиями жителей являлись разведение зерновых и животноводство.
В 1999 году село Астраханка переименовано в Кызмейдан.

## Известные уроженцы
- Анастасия Игнатова — советский азербайджанский виноградарь, Герой Социалистического Труда.